# Bastardia
Bastardia es un género de fanerógamas con 21 especies perteneciente a la familia  Malvaceae. Es originario de Centroamérica. 

## Descripción
Son hierbas o arbustos, 0.5–3 m de alto, con tricomas estrellados, simples y con frecuencia glandulares. Hojas ovadas (raramente lobadas), agudas o acuminadas, cordadas, subenteras hasta crenadas o aserradas; estípulas subuladas. Inflorescencias en panículas terminales o las flores solitarias o apareadas en las axilas; calículo ausente; cáliz partido casi hasta la base; pétalos amarillos; androceo incluido, pálido; estilos 5–8, los estigmas capitados. Frutos esquizocárpicos pero funcionando como cápsulas; carpidios 5–8, cada uno con 1 semilla, ápice redondeado o apiculado.

## Taxonomía
El género fue descrito por Carl Sigismund Kunth  y publicado en Nova Genera et Species Plantarum (quarto ed.)  5: 255, en el año 1821. La especie tipo es Bastardia parvifolia Kunth.

## Especies
- Bastardia angulata Guill. & Perr.
- Bastardia aristata Turcz.
- Bastardia berlandieri A.Gray
- Bastardia bivalvis (Cav.) Kunth
- Bastardia conferta Garcke & K.Schum.
- Bastardia elegans K.Schum.
- Bastardia foetida (Cav.) Sweet
- Bastardia guayaquilensis Turcz.
- Bastardia hirsutissima Walp.
- Bastardia limensis R.E.Fr.
- Bastardia macrophylla Ulbr.
- Bastardia meringioides Sessé & Moc.
- Bastardia parvifolia Kunth
- Bastardia plumosa (C.Presl) K.Schum.
- Bastardia triquetra Morales
- Bastardia violacea Standl.
- Bastardia viscosa (L.) Kunth - escoba de bruja[2] (Cuba)